# Antiochus III de Grote
Antiochus III (Oudgrieks: Ἀντίοχος Μέγας; 241 - 3 juli 187 v.Chr.), bijgenaamd de Grote, was koning van het hellenistische Seleucidenrijk (Syrië) van 223 tot aan zijn dood. Hij wordt beschouwd als de belangrijkste vorst uit de dynastie na Seleucus Nicator. Zijn beleid wordt gekenmerkt door behoud van gebied. Hierin had hij wisselend succes. Hierdoor vallen tijdens zijn regeerperiode zowel het hoogtepunt van de heerschappij der Seleuciden als het begin van het verval.

## Begin regering
Antiochus III was de tweede zoon van Seleucus II. Hij besteeg in 223 v.Chr., na de dood van zijn broer Seleucus III Ceraunus, op vijftienjarige leeftijd de troon.

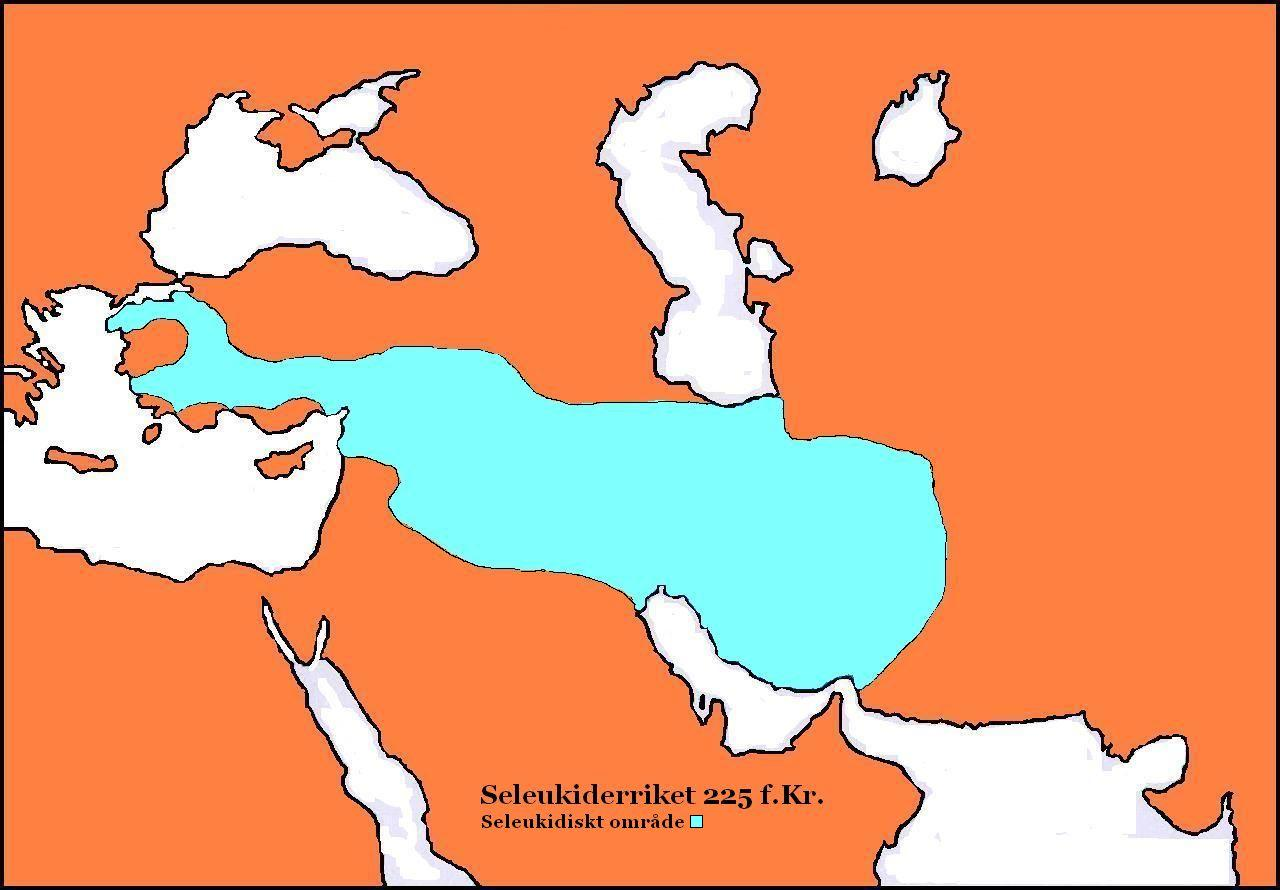
Het Seleucidenrijk in 225 v.Chr.

Antiochus III erfde een ontregelde staat. Hij kreeg onmiddellijk af te rekenen met interne moeilijkheden, veroorzaakt door separatistische bewegingen in de gebiedsdelen Bactrië en Parthië. Niet alleen was Klein-Azië losgeraakt van het rijk, maar de meest oostelijke provincies hadden zich afgescheurd: Bactrië onder de Griekse Diodotus van Bactrië, en Parthië onder het nomadenstamhoofd Arsaces. Kort na de troonsbestijging van Antiochus kwamen de provincies Media en Persis in opstand onder hun satrapen, de broers Molon en Alexander.
De jonge koning voerde, onder de verderfelijke invloed van zijn minister Hermeias, een aanval aan op Ptolemaeïsche Coele-Syrië, in plaats van in persoon de rebellen het hoofd te bieden. De aanval tegen Ptolemaeïsch Egypte bleek op een fiasco uit te draaien, en de generaals (Xenon en Theodotus) die waren uitgestuurd tegen Molon en Alexander hadden te kampen met tegenslagen. Alleen in Klein-Azië, waar de neef van de koning, Achaeus, de Seleucidische zaak vertegenwoordigde, werd haar prestige hersteld, door het terugdrijven van Pergamon tot haar vroegere grenzen.
In 217 v.Chr. leed hij een nederlaag tegen de Ptolemaeën bij Raphia. Hierna richtte hij zich op het herstellen van de heerschappij in het oosten van het land door middel van een veldtocht die hem tot in Arabië en India bracht, een prestatie die hem de bijnaam de Grote bezorgde. Hij won aldus Armenië en consolideerde aanvankelijk zijn gezag in Bactrië en Parthië. Antiochus wilde zijn soevereiniteit opnieuw aan deze feitelijk onafhankelijke oostelijke provincies opleggen. In 206 moest Antiochus toch een nederlaag tegen de Parthen incasseren in de vallei van Kabul. De Parthische koning Arsaces II mocht hierdoor wel zijn koninklijke waardigheden behouden en was in feite toch onafhankelijk. Ook Bactrië werd in het gareel gedwongen maar na een mislukte belegering van de Bactrische hoofdstad was Antiochus min of meer gedwongen om ook de onafhankelijkheid te erkennen van dit gebied. Wel sloot hij een bondgenootschap met de Bactrische koning waarbij de kroonprins tevens Antiochus dochter als bruid meekreeg.
Een nieuwe oorlog tegen Egypte verliep succesvoller dan de eerste. Als gevolg hiervan kon Antiochus Zuid-Syrië aan zijn gebied toevoegen.

## Oorlog tegen de Romeinen

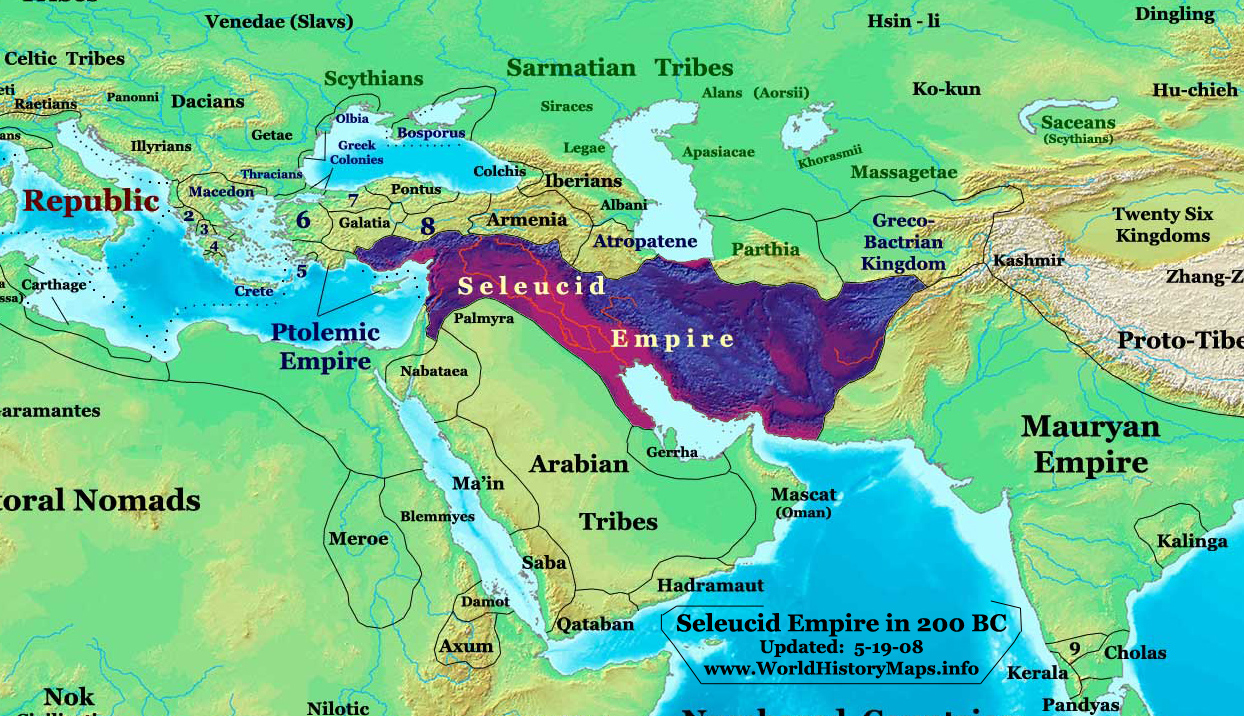
Het Seleucidenrijk rond 200 v.Chr.

Na deze jaren van succes kwam hij in het westen in conflict met de Romeinen, toen hij in 202 v.Chr. na de nederlaag van zijn bondgenoot Philippus V van Macedonië zo veel mogelijk van diens gebied wilde annexeren. Vooral zijn invallen (196 v.Chr.) op Europese bodem, met de bedoeling Thracië en Griekenland te veroveren, schoten bij de Romeinen in het verkeerde keelgat. Ook verleende hij asiel aan Hannibal (196), die na zijn nederlaag in de Tweede Punische Oorlog Carthago ontvlucht was. Op verzoek van de Aetolische Bond stak hij daarna als "bevrijder" naar Griekenland over, maar werd verslagen bij Thermopylae in 191 v.Chr.; teruggekeerd naar Azië werd hij nog eens bij Magnesia verslagen door Lucius Cornelius Scipio Asiaticus. Na deze zware nederlagen werd hem in 188 v.Chr. in het Frygische Apamea de Vrede van Apamea opgelegd, waarbij hij afstand deed van het gehele westelijke deel van zijn rijk; bovendien legden de Romeinen hem een enorme oorlogsschatting op en moest hij zijn krijgsvloot en zijn krijgsolifanten uitleveren. Pergamon werd door de Romeinen beloond als bondgenoot met de status van Romeinse vazalstaat.
Door het verlies van een groot deel van Klein-Azië waren de Seleuciden betrekkelijk afgesloten van Griekenland en Ionië, die voor de rekrutering van troepen een erg belangrijk gebied waren. Rhodos en Pergamon ontwikkelden zich tot tegenspelers van de Seleuciden. Dit betekende het einde van Syrië als Middellandse Zeemacht, maar in continentaal Azië zou het nog een rol van betekenis blijven spelen.
Antiochus III werd in 187 v.Chr. door de bevolking van Elymaïs (het Bijbelse Elam) vermoord bij de plundering van de tempel van Susa.